# Posobnik

Dodanie posobnika o rezystancji R_{d} w układzie pomiarowym napięcia zwiększa zakres pomiarowy woltomierza.

Posobnik (opornik dodatkowy) – przetwornik napięcia na prąd. Jest to bardzo dokładny rezystor. Włączony szeregowo z miernikiem, którego wskazania są funkcją prądu, służy do rozszerzenia napięciowego zakresu pomiarowego takiego miernika.
Wartość rezystancji {\displaystyle R_{d}} posobnika, który zwiększa wartość zakresu miernika z napięcia {\displaystyle U_{v}=IR_{v}} do napięcia {\displaystyle U=I(R_{d}+R_{v})} (gdzie {\displaystyle R_{v}} – rezystancja wewnętrzna miernika) wynosi:
{\displaystyle R_{d}=\left({\frac {U}{U_{v}}}-1\right)R_{v}.}
Stosunek napięcia zakresowego woltomierza z posobnikiem do napięcia zakresowego samego woltomierza nazywamy przekładnią posobnika i oznaczamy {\displaystyle K_{U}{:}}
{\displaystyle K_{U}={\frac {U}{U_{v}}}={\frac {R_{v}+R_{d}}{R_{v}}}.}